# Мерзляки (Кирово-Чепецкий район)
Мерзляки — деревня в Кирово-Чепецком районе Кировской области в составе Мокрецовского сельского поселения. Основные фамилии деревни: Чураков, Мерзляков.
Была основана в 1704 году.

## Население
По списку населённых мест Вятской губернии 1859—1873 гг. в Мерзляках проживало 309 человек. А в 1891 году согласно «Книге Вятских родов» В. А. Старостина население составляло уже 356 человек. Перепись населения 1926 года указывала 418 жителей. А вот в 2010 году число жителей составило всего одного человека.
| 2010 |
| ---- |
| 1    |